# Солодушка кримська
Солодушка кримська (Hedysarum tauricum) — вид рослин із родини бобових (Fabaceae).

## Біоморфологічна характеристика

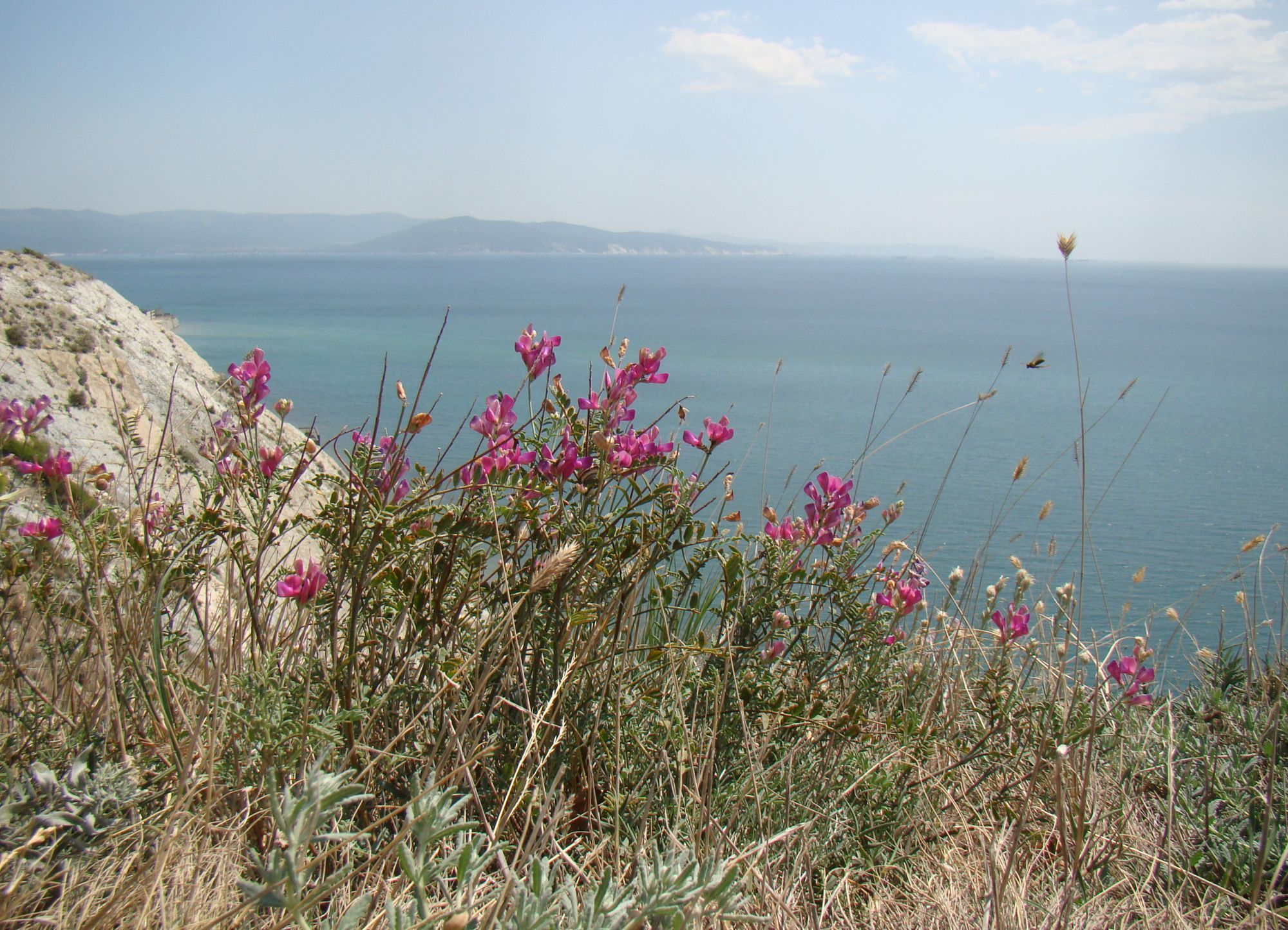

Це багаторічна рослина 20–35 см заввишки. Квітки 10–12 мм довжиною, зібрані в подовжені китиці. Боби без шипиків. Період цвітіння: травень і червень.

## Середовище проживання
Зростає у Криму, на Північному Кавказі, у Болгарії.
В Україні вид зростає на вапнякових, крейдяних та сланцевих схилах — у Степовому та Лісостеповому Криму